# Mendetz
Mendetz est un groupe d'electropop espagnol, originaire de Barcelone.

## Histoire
Formé en 2003, le groupe est composé de guitares, de claviers, d'une basse et d'une batterie. Ils se décrivent comme les « artisans de la robotique », et les critiques parlent d'un « groupe de référence dans la musique la plus dansante du pays ». À leurs débuts, ils deviennent le premier groupe, dont la discographie est uniquement composée de démos, à jouer dans des festivals majeurs tels que Summercase (avec New Order, Massive Attack et Daft Punk) et Barcelona Acció Musical, et dans des lieux importants dans toute l'Espagne tels que le Razzmatazz, Sala Apolo, Sala La Riviera, etc.
En octobre 2006, ils publient l'album du même nom, Mendetz, avec Sinnamon Records, le premier album homonyme, Mendetz, après avoir déjà sorti leur démo. Au début, ils rappelaient la musique électronique analogique des années 1980. Cet album est également publié au Royaume-Uni avec l'EP Futuresex par le label Naked Man Recordings. En 2007, ils sont nommés aux MTV Europe Music Awards dans la catégorie New Sounds of Europe. En mai 2009, ils sortent leur deuxième album, Souvenir. L'année suivante, ils signent avec Warner Music Group et rééditent l'album avec une chanson supplémentaire, Freed from Desire, un bonus de la chanteuse italo-américaine Gala. En 2012, ils sortent leur troisième album Silly Symponies,
Le 24 janvier 2014, ils jouent au Razzmatazz. En juin 2015, ils participent au Glastonbury Festival, le plus grand festival de musique et d'arts de la scène en plein air au monde.

## Discographie
- 2006 : Mendetz (avec la chanson Futuresex)
- 2009 : Souvenir
- 2012 : Silly Symphonies